# Baie Frederick Henry
La baie Frederick Henry (en anglais : Frederick Henry Bay) est une baie du sud-est de la Tasmanie. Plus précisément, elle se trouve au nord-ouest de la presqu'île Tasman, jouxte la Storm Bay et est un passage maritime obligé pour atteindre la baie de Norfolk depuis la mer de Tasman.

## Histoire

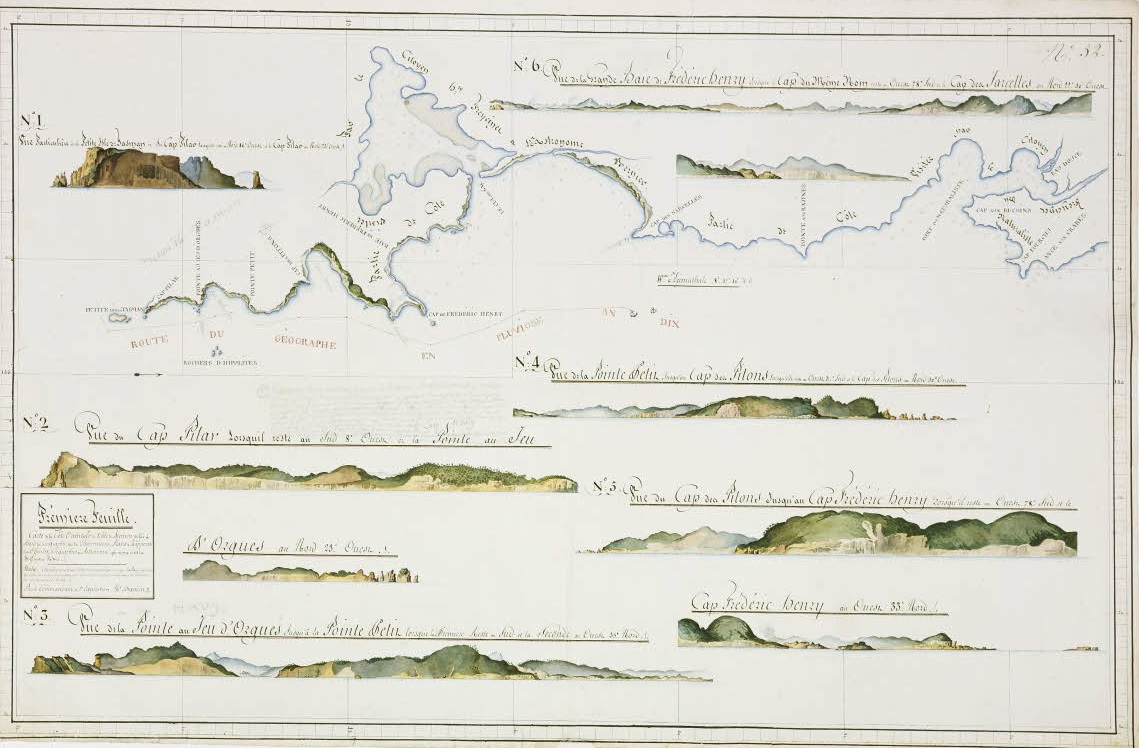
Carte de la côte orientale de l'île de Diemen dressée lors de l'expédition Baudin (Archives nationales).

Découverte par Antoine Bruny d'Entrecasteaux en 1792-1793, elle est nommée baie du Nord avant d'être nommée d'après Frédéric-Henri d'Orange-Nassau.